# چاوسر ۲۹۸۴
سیارک ۲۹۸۴ (به انگلیسی: 2984 Chaucer، نامگذاری:1981YD) دو هزار و نهصد و هشتاد و چهارمین سیارک کشف شده‌است که در ۳۰ دسامبر ۱۹۸۱ کشف شد.
قدر مطلق سیارک برابر ۱۳٫۱۰ است.